# دوئولینگو
دوئولینگو یا دولینگو (‎/ˌdjuːoʊˈlɪŋɡoʊ/‎ DEW-oh-LING-goh) (به انگلیسی: Duolingo) یک تارنما و برنامه تلفن همراه آمریکایی برای یادگیری زبان است. کاربران متناسب با زبان مقصد خود، با مهارت‌های خاص برای تمرین واژگان، دستور زبان، و تلفظ با استفاده از خواندن، نوشتن و تکرار آموزش می‌بینند. تمرین‌های مربوط به مهارت‌ها می‌تواند شامل ترجمهٔ نوشتاری، درک مطلب، درک گفتاری، و تمرین‌های داستان کوتاه باشد. از ژوئن ۲۰۲۱، دوئولینگو، ۱۰۳ دورهٔ زبان مختلف را به ۴۰ زبان ارائه می‌دهد. دوئولینگو بیش از ۵۰۰ میلیون کاربر ثبت شده و بیش از ۳۷ میلیون کاربر فعال دارد. اگرچه دوئولینگو خدمات ممتازی را با پرداخت هزینه ارائه می‌کند، اما این شرکت از مدل پریمیوم استفاده می‌کند: برنامه و وب‌سایت بدون پرداخت هزینه در دسترس هستند.
دوئولینگو محبوب‌ترین پلتفرم یادگیری زبان و پربارگیری‌ترین برنامهٔ آموزشی در جهان است. مأموریت این شرکت این است که آموزش را رایگان، سرگرم‌کننده و در دسترس همگان قرار دهد. دوئولینگو طوری طراحی شده‌است که شبیه یک بازی باشد و از نظر علمی مؤثر بودن آن ثابت شده‌است. این شرکت علاوه بر پلتفرم اصلی خود، آزمون انگلیسی دوئولینگو را نیز پیشنهاد داده‌است، یک گزینهٔ معتبر و مقرون‌به‌صرفه برای صدور گواهی‌نامهٔ زبان که توسط هزاران مؤسسه پذیرفته شده‌است. یادگیری با دوئولینگو سرگرم‌کننده است و تحقیقات نشان می‌دهد که نتایج راضی‌کننده و مثبتی داشته‌است. دوره‌های دوئولینگو به‌طور مؤثر و کارآمد مهارت‌های خواندن، گوش دادن و صحبت کردن را آموزش می‌دهد. دوئولینگو با ویژگی‌هایی شبیه بازی، چالش‌های جالب و جغدی به نام Duo (نماد نرم‌افزار)، ایجاد عادت به یادگیری زبان را آسان کرده‌است. در این نرم‌افزار با ترکیب بهترین‌های هوش مصنوعی و علوم زبان، درس‌ها به‌گونه‌ای طراحی شده‌اند که به شما کمک کنند تا در سطح و سرعت مناسب یاد بگیرید. زبان‌های ، اسپانیایی، فرانسوی، ترکی استانبولی، آلمانی، ایتالیایی، انگلیسی، ژاپنی، چینی و روسی از زبان‌های پر یادگیرنده‌ی دوئولینگو است. زبان فارسی هنوز به زبان‌های دوئولینگو افزوده نشده است. محدودیتی برای تعداد زبان‌های در حال یادگیری (course) وجود ندارد.